# Deformazioni nei fluidi
Nell'ambito dello studio della meccanica dei fluidi è di notevole importanza conoscere quali siano le deformazioni e le relazioni che intercorrono tra sforzi e deformazioni nei fluidi. 

## Deformazioni nei fluidi reali
Le relazioni tra deformazioni e sforzi in via del tutto generale sono contemplate nella voce apposita Deformazioni elastiche e plastiche; che è il punto di partenza per capire quali siano le deformazioni nei fluidi reali. 
Per definire le deformazioni plastiche che avvengono in un fluido inteso come sistema continuo e isotropo bisogna rappresentare la velocità con cui un elemento di volume infinitesimo si muove entro il fluido in via del tutto generale con traslazioni rotazioni e deformazioni.
Stabilito in modo arbitrario un sistema di riferimento di un punto O che si muove a sua volta con velocità macroscopica {\displaystyle \langle {\bar {v}}\rangle _{0}=(\langle v\rangle _{0x},\langle v\rangle _{0y},\langle v\rangle _{0z})} vicino al nostro punto P(x,y,z):
{\displaystyle \langle v\rangle _{x}(x,y,z)=\langle v\rangle _{0x}+(\omega _{y}dz-\omega _{z}dy)+{\frac {\partial \langle v\rangle _{x}}{\partial x}}dx+{\frac {1}{2}}\left({\frac {\partial \langle v\rangle _{x}}{\partial y}}+{\frac {\partial \langle v\rangle _{y}}{\partial x}}\right)dy+{\frac {1}{2}}\left({\frac {\partial \langle v\rangle _{x}}{\partial z}}+{\frac {\partial \langle v\rangle _{z}}{\partial x}}\right)dz}
{\displaystyle \langle v\rangle _{y}(x,y,z)=\langle v\rangle _{0y}+(\omega _{z}dx-\omega _{x}dz)+{\frac {\partial \langle v\rangle _{y}}{\partial y}}dy+{\frac {1}{2}}\left({\frac {\partial \langle v\rangle _{y}}{\partial x}}+{\frac {\partial \langle v\rangle _{x}}{\partial y}}\right)dx+{\frac {1}{2}}\left({\frac {\partial \langle v\rangle _{y}}{\partial z}}+{\frac {\partial \langle v\rangle _{z}}{\partial y}}\right)dz}
{\displaystyle \langle v\rangle _{z}(x,y,z)=\langle v\rangle _{0z}+(\omega _{x}dy-\omega _{y}dx)+{\frac {\partial \langle v\rangle _{z}}{\partial z}}dz+{\frac {1}{2}}\left({\frac {\partial \langle v\rangle _{z}}{\partial x}}+{\frac {\partial \langle v\rangle _{x}}{\partial z}}\right)dx+{\frac {1}{2}}\left({\frac {\partial \langle v\rangle _{z}}{\partial y}}+{\frac {\partial \langle v\rangle _{y}}{\partial z}}\right)dy}
Da queste relazioni generali si evince il moto del punto composto da:
- traslazione con velocità: {\displaystyle \langle {\bar {v}}\rangle _{0}=(\langle v\rangle _{0x},\langle v\rangle _{0y},\langle v\rangle _{0z})};

- rotazione con velocità angolare: {\displaystyle {\bar {\omega }}=(\omega _{x},\omega _{y},\omega _{z})}

{\displaystyle \omega _{x}={\frac {1}{2}}\left({\frac {\partial \langle v\rangle _{z}}{\partial y}}-{\frac {\partial \langle v\rangle _{y}}{\partial z}}\right)\,\omega _{y}={\frac {1}{2}}\left({\frac {\partial \langle v\rangle _{x}}{\partial z}}-{\frac {\partial \langle v\rangle _{z}}{\partial x}}\right)\,\omega _{z}={\frac {1}{2}}\left({\frac {\partial \langle v\rangle _{y}}{\partial x}}-{\frac {\partial \langle v\rangle _{x}}{\partial y}}\right)}
che in forma vettoriale si esprime nel rotore:
{\displaystyle {\bar {\omega }}={\frac {1}{2}}\nabla \times \langle {\bar {v}}\rangle }
dove {\displaystyle 2\omega =\nabla \times \langle {\bar {v}}\rangle } è definita vorticità.
- deformazione data dalle relazioni:

{\displaystyle {\frac {1}{2}}\left({\frac {\partial \langle v\rangle _{i}}{\partial x_{j}}}+{\frac {\partial \langle v\rangle _{j}}{\partial x_{i}}}\right)}
con {\displaystyle i,j=1,2,3}.

## Forze di volume
Le forze di volume sono quelle forze proporzionali al volume del sistema continuo. Un esempio notevole è una forza di volume proporzionale all'accelerazione di gravità.

## Forze di superficie
Le forze di superficie sono quelle forze agenti su un sistema continuo isotropo proporzionali alla superficie del sistema. Tipiche forze di superficie sono lo sforzo normale (pressione) e sforzo di taglio (taglio). 
Lo sforzo di taglio in particolare è quella forza che si oppone al moto di uno strato di fluido sull'altro (considerando lo spostamento lungo l'asse positivo delle x). Nel caso la forza attiva sia costante la forza che crea lo sforzo di taglio risulta proporzionale alla velocità v dello strato superiore alla superficie di contatto S e inversamente proporzionale alla profondità h; chiamiamo {\displaystyle {\bar {F}}_{\tau }} questa forza:
{\displaystyle {\bar {F}}_{\tau }=-\eta {\frac {S{\bar {v}}}{h}}}
dove {\displaystyle \eta } è il coefficiente di viscosità in {\displaystyle \left[Pa\cdot s\right]}.
Lo sforzo trasmesso dal moto dello strato superiore diventa:
{\displaystyle {\bar {\sigma }}_{xy}=-{\frac {{\bar {F}}_{\tau }}{S}}=\eta {\frac {\bar {v}}{h}}=\eta {\frac {dv_{x}}{dy}}}
Generalizzando si hanno gli sforzi di taglio:
{\displaystyle {\begin{cases}\sigma _{xy}=\sigma _{yx}=\eta \left({\frac {\partial v_{x}}{\partial y}}+{\frac {\partial v_{y}}{\partial x}}\right)\\\sigma _{xz}=\sigma _{zx}=\eta \left({\frac {\partial v_{x}}{\partial z}}+{\frac {\partial v_{z}}{\partial x}}\right)\\\sigma _{yz}=\sigma _{zy}=\eta \left({\frac {\partial v_{y}}{\partial z}}+{\frac {\partial v_{z}}{\partial y}}\right)\end{cases}}}
Queste relazioni sono note come formule di Newton.

## Fluidi ideali
Alcuni liquidi hanno coefficiente di viscosità molto basso e coefficiente di comprimibilità molto alto, a tutti gli effetti si può considerare il fluido come ideale inteso come quel fluido che ha volume costante (e quindi densità costante) e coefficiente di viscosità nullo.
Conseguenza più notevole è che per un fluido ideale non esistono sforzi di taglio poiché questi dipendono direttamente dal coefficiente di viscosità. In un fluido ideale gli sforzi si riducono solo a pressioni cioè a sforzi normali:
{\displaystyle {\bar {\sigma }}=-p\cdot {\bar {n}}={\frac {{\bar {F}}_{n}}{S}}}
Vale inoltre la legge di Pascal: in un fluido ideale la pressione in un punto è indipendentemente dall'orientazione della superficie su cui agisce. Utilizzando le relazioni di Cauchy infatti si può vedere che:
{\displaystyle -p=\sigma _{xx}=\sigma _{yy}=\sigma _{zz}}